# Ginsters
Ginsters - firma spożywcza w Wielkiej Brytanii, w Kornwalii, zajmująca się głównie produkcją zapiekanek i specjalności kuchni regionalnej - Cornish pasty (pierogów kornwalijskich).

## Asortyment produkcji
Firma zajmuje się wytwarzaniem pierogów kornwalijskich, kanapek, ciast i zapiekanek. Firma znana jest w Wielkiej Brytanii dzięki dużym kampaniom reklamowym. Zatrudnia ponad 800 osób i ma 150 samochodów dostawczych.

## Historia
W roku 1969 Geoffrey Ginster rozpoczął produkcję swych własnych pierogów kornwalijskich w miejscowości Callington. Sprzedawał je prosto z samochodu dostawczego. Produkcja okazała się sukcesem i produkty firmy szybko trafiły poza Kornwalię. W roku 1977 firmę przejęła spółka logistyczna Samworth Brothers.

## Ginsters w kulturze
Cornish pasty jest powszechnie kojarzona z Ginsters. Dziennik The Daily Telegraph zaproponował firmie, aby z powodu trudności w otworzeniu opakowania z pierogiem, firma wymyśliła i opatentowała specjalne uchwyty do stosowania w samochodach. 
Ginsters korzysta w promocji ze swego położenia w Kornwalii. Kolorami firmy są barwy flagi Kornwalii - czerń i biel, a w znaku firmowym widnieje krzyż kornwalijski.
Firma znana jest z akcji charytatywnych, zwłaszcza z corocznej akcji kolonijnej dla dzieci z centrów wielkich miast. Posiada dwa ośrodki wybudowane specjalnie do tego celu.